# Konieczkowa
Konieczkowa – wieś w Polsce położona w województwie podkarpackim, w powiecie strzyżowskim, w gminie Niebylec. Nazwa najprawdopodobniej wzięła się od założycielskiego (ok. roku 1300) rodu Konieczkowskich.
| SIMC    | Nazwa  | Rodzaj    |
| ------- | ------ | --------- |
| 0656692 | Łęgi   | część wsi |
| 0656700 | Podlas | część wsi |
| 0656717 | Potoki | część wsi |
| 0656723 | Rybia  | część wsi |
| 0656730 | Rzym   | część wsi |

W latach 1975–1998 miejscowość administracyjnie należała do województwa rzeszowskiego.